# Turtle Wax
Turtle Wax — Компания США, производитель средств по уходу за автомобилем. Компания была основана Бенджамином Хиршем в Чикаго в 1941 году, и в настоящее время её штаб-квартира находится в Аддисоне, штат Иллинойс, после переезда из Уиллоубрука, штат Иллинойс, в 2016 году.
Основной продукт Бена Хирша, жидкий автомобильный воск, первоначально назывался Plastone, пока Хирш не изменил название продукта, чтобы создать ассоциации с твердым панцирем черепахи. Хирш умер в 1966 году, и последующие поколения его семьи продолжали работать в компании. Его рекламный джингл («Черепаший воск придает твердость панцирю»), созданный компанией Doner в начале своей истории, стал очень известен.
Turtle Wax — крупнейшая в мире компания по производству средств для ухода за автомобилем, которая продает свою продукцию более чем в 90 странах.

## История
История Turtle Wax началась с выпуска первого в мире автомобильного воска в бутылках в 1946 году. Более 75 лет американский бренд Turtle Wax позиционирует себя в категории автомобильных косметических средств.
Кратко:
1930 год — Бен Хирш изобретает жидкую автополироль в семейной ванне.
1944 год — Plastone начинают производить в Чикаго, штат Иллинойс, это была первая полироль для автомобилей премиум-класса.
1946 год — Plastone™ переименовывается в Turtle Wax® из-за его твердого покрытия, и создается компания Turtle Wax.
1950 год — Turtle Wax выходит на рынки потребительских брендов с инновациями в области крема для обуви, шампуня для ковров, воска для пола и десертных начинок (бренд Party Day).
1966 год — Turtle Wax открывает первое зарубежное производственное предприятие в Англии.
1966 год — Умирает основатель Бен Хирш.
1982 год — Запущен в производство Minute Wax® — первый в мире воск в виде спрея.
1985 год — Turtle Wax creates Professional Products division to market products to the car wash industry.
1985 год — Turtle Wax создает подразделение Professional Products для продвижения продукции для автомоек.
1990 год — Turtle Wax расширяет свое присутствие за рубежом, открывая рынки в Китае.
1990 год — Создан Color Magic®, для соответствия цветовому оттенку автомобильного лакокрасочного покрытия.
1994 год — Turtle Wax запускает торговую марку профессиональных продуктов Hyper Concentrate® для коммерческих автомоек.
2006 год — Turtle Wax представляет ICE® — первую прозрачную полироль.
2009 год — Turtle Wax представляет набор для восстановления линз фар.
2016 год — Turtle Wax побеждает в номинации «Продукт года» в номинации Quick & Easy Dash & Glass.
2018 год — Turtle Wax побеждает в номинации «Продукт года» в номинации Power Out! Carpet & Mats Heavy Duty Cleaner.
2019 год — Инновационная технология Jet Black, разработанная 10 лет назад. Запуск в производство новой линейки продукции Hybrid Solutions Ceramic.
2020 год — Hybrid Solutions PRO запускается с двумя продуктами, содержащими запатентованную графеновую инфузию, которые являются первыми в своем роде.
2021 год — Turtle Wax отмечает свое 75-летие выпуском восковой пасты Hybrid Solutions Ceramic-Graphene Paste Wax.

## Ассортимент
Под маркой Turtle Wax выпускаются автошампуни, разного рода очистители, полироли, восстановители цвета и т. п.